# David TMX
 (septembre 2022).
Si vous disposez d'ouvrages ou d'articles de référence ou si vous connaissez des sites web de qualité traitant du thème abordé ici, merci de compléter l'article en donnant les références utiles à sa vérifiabilité et en les liant à la section « Notes et références ».
David TMX (de son vrai nom David Grousset), né en 1969, est un auteur-compositeur-interprète de rock français, d'origine normande. Il vit actuellement à Sommedieue, en Meuse.
En parallèle de son projet solo, il participe activement à plusieurs groupes, comme Both (pop rock), Echo Lali (musique pour enfants) ou Dona Boar (blues rock), et a également participé aux groupes Triface, Westing*House et Jump For Joy.
Sa production musicale est volontairement éclectique, allant de la chanson française au Punk Hardcore, en passant par le Rock-Metal, le Ska, et le Rap. Les paroles de ses chansons sont tantôt engagées, tantôt légères, respectant ainsi la ligne éclectique qu'il s'impose.
En janvier 2007, il est entouré par Jérôme Dichiara dit "GG" (basse, ancien membre de Westing*House, bassiste de Watcha), Yann Klimezyk (guitare, membre de MyPollux) et Thomas Copier (batterie, membre de MyPollux) afin de porter ses chansons à la scène.
Puis, en février 2008, il s'entoure d'une formation plus light et plus disponible: Thomas Boncour (batterie, chœurs), Fred Juszczak (basse, chœurs également membre de Both et Aurélien Salvucci (clavier, chœurs). [Tmx re-band]
David TMX fut parmi les premiers artistes à diffuser librement sa musique par la plate-forme Jamendo, à ce titre il participa grandement à la faire connaître et est l'un des principaux diffuseur du média.

## Discographie
David TMX propose une importante discographie, distribuée sous divers licences CreativeCommons.

### Mortad Hell
Mortad Hell est un autre projet solo de David Grousset, parodiant les paroles de la musique grindcore, mais respectant les codes musicaux de ce genre.

### Tad Booze
Dernière production en date de David TMX, Tad Booze est un autre projet de grind qui a commencé en 2009.